# Pyrgulopsis avernalis
Pyrgulopsis avernalis är en snäckart som först beskrevs av Henry Augustus Pilsbry 1935.  Pyrgulopsis avernalis ingår i släktet Pyrgulopsis och familjen tusensnäckor. IUCN kategoriserar arten globalt som sårbar. Inga underarter finns listade i Catalogue of Life.